# Lucifer von Calaris
Lucifer von Cagliari, auch Lucifer Calaritanus genannt († 371), war spätantiker Bischof von Cagliari und wird dort als Heiliger der katholischen Kirche verehrt. Sein Name bedeutet „Lichtbringer“ und geht auf die lateinische Bezeichnung für den Morgenstern zurück.
Erstmals nachweislich in Erscheinung tritt Lucifer von Cagliari 354 als Mitglied einer päpstlichen Gesandtschaft am Hof des römischen Kaisers Constantius II. in Arelatum (Arles), deren Aufgabe es war, im Auftrag von Papst Liberius auf die Einberufung eines Konzils hinzuarbeiten. Als Legat des Papstes auf der Synode von Mailand im Jahre 355 erwies er sich als unbeirrbarer Verteidiger des nizänischen Glaubensbekenntnisses. Er weigerte sich, die von Constantius angestrebte Verurteilung des Athanasios zu unterschreiben und wurde daraufhin zunächst nach Syrien, dann nach Palästina und schließlich nach Ägypten verbannt. Sein kompromissloser Kampf gegen die Arianer ermöglichte es ihm nicht, mit ihnen auch nur in Kontakt zu treten. Er war auch nicht bereit, das von Athanasios veranlasste Konzil von Alexandria zu besuchen oder gar dessen Ergebnis – die Einigung mit den Meletianern – zu akzeptieren, obwohl ihm Kaiser Julian 362 die Rückkehr in seine Heimat erlaubt hatte.
Stattdessen weihte er zusammen mit Cymatius von Gabala in Antiochia den Paulinus zum Bischof für die sich an das nizänische Glaubensbekenntnis haltende Gemeinde, womit das antiochenische Schisma vertieft wurde.
Gegen Lucifer von Cagliari schrieb Hieronymus (347–420) seinen Dialog Adversus Luziferam. Er sammelte eine größere Anzahl von Anhängern – unter ihnen Gregor von Elvira, Heraklidas von Oxyrhynchos und Ephesius von Rom – um sich, die als Luciferianer für kurze Zeit einen gewissen Einfluss ausüben konnten. Über die genauen Ansichten der Luciferianer gibt die Altercatio Luciferiani et orthodoxi aus der Feder des ihnen gegenüber ablehnend eingestellten Kirchenvaters Hieronymus Auskunft. Lucifers Schriften sind wichtige sprachgeschichtliche Quellen, da er in ihnen oft Vulgärlatein verwendete.

## Ausgaben
- Wilhelm von Hartel (Hrsg.): Luciferi Calaritani opuscula (= Corpus Scriptorum Ecclesiasticorum Latinorum. Band 14). Wien 1886.
- Gerardus Frederik Diercks (Hrsg.): Luciferi Calaritani Opera quae supersunt (= Corpus Christianorum. Band 8). Brepols, Turnhout 1978.

## Einzelnachweis
1. ↑  Hans-Dietrich Altendorf: Zur Bischofsliste von Gabala. In: Zeitschrift für die Neutestamentliche Wissenschaft und die Kunde der Älteren Kirche. Band 50, 1959, S. 48–61 doi:10.1515/zntw.1959.50.1.48, hier S. 52.

| Personendaten    | Personendaten                             |
| ---------------- | ----------------------------------------- |
| NAME             | Lucifer von Calaris                       |
| ALTERNATIVNAMEN  | Lucifer von Cagliari; Lucifer Calaritanus |
| KURZBESCHREIBUNG | Bischof von Cagliari und Heiliger         |
| GEBURTSDATUM     | 3. Jahrhundert oder 4. Jahrhundert        |
| STERBEDATUM      | 371                                       |